# Qāzān Qarah
Qāzān Qarah (persiska: قَزان قَرِه, كَزَنگار, قازان قره, Qazān Qareh) är en ort i Iran.   Den ligger i provinsen Kurdistan, i den nordvästra delen av landet, 300 km väster om huvudstaden Teheran. Qāzān Qarah ligger 1 712 meter över havet och antalet invånare är 459.
Terrängen runt Qāzān Qarah är kuperad söderut, men norrut är den platt.Runt Qāzān Qarah är det ganska tätbefolkat, med 52 invånare per kvadratkilometer. Närmaste större samhälle är Āq Bolāgh-e Morshed, 6,8 km sydväst om Qāzān Qarah. Trakten runt Qāzān Qarah består i huvudsak av gräsmarker.